# D (fluviu)

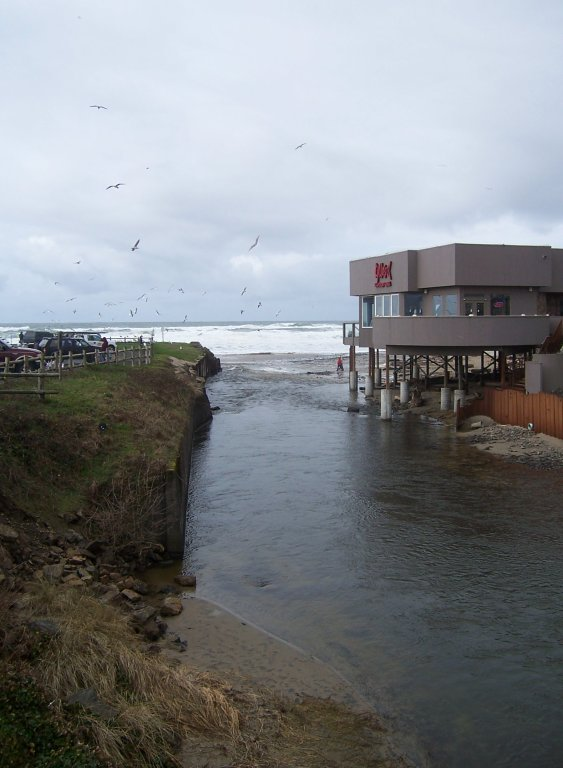
D River aval, gura de vărsare în Oceanul Pacific

D River (fluviul "D") este un fluviu în Lincoln City, Oregon, Statele Unite ale Americii . 
A fost proclamat "cel mai scurt râu din lume" de către statul Oregon, a fost trecut în Guinness World Records ca râul cel mai scurt din lume având 130 m lungime. Acest titlu a fost pierdut în 1989, când Guinness World Records a trecut râul Roe din Montana ca fiind cel mai scurt râu din lume. Încercând să revendice titlul, oamenii din Lincoln City au prezentat o nouă măsurare pentru Guinness World Records de aproximativ 37 m, această nouă măsurare fiind făcută la cea mai înaltă maree.  Începând din 2006, Guinness World Records nu mai are categoria de cel mai scurt râu.

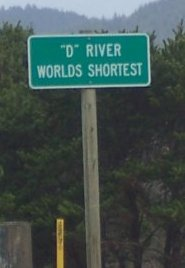
"Cel mai scurt râu" din lume

Râul curge de la lacul Devils Lake, pe sub drumul "US Route 101" și se varsă în Oceanul Pacific, cursul său aflându-se în întregime în orașul Lincoln City.
Această zonă a fost inițial stabilită ca orașul "Delake", dar a fost unită ulterior cu alte orașe din apropiere pentru a forma Lincoln City în 1965. Râul a fost cunoscut sub mai multe nume,  actualul nume fiind determinat în urma unui concurs.